# The Awakening (album P.O.D.)
The Awakening – dziewiąty album studyjny amerykańskiej grupy muzycznej P.O.D.

## Lista utworów
1. "Am I Awake" 5:56
2. "This Goes Out to You" 3:50
3. "Rise of NWO" 3:12
4. "Criminal Conversations" (gościnnie: Maria Brink) 5:02
5. "Somebody's Trying to Kill Me" 5:12
6. "Get Down" 3:39
7. "Speed Demon" 3:51
8. "Want It All" 3:33
9. "Revolución" (gościnnie: Lou Koller) 4:05
10. "The Awakening" 7:04

## Twórcy
- Sonny Sandoval − śpiew
- Wuv Bernardo − perkusja
- Traa Daniels − gitara basowa
- Marcos Curiel − gitara
- Howard Benson - produkcja